# Огма
О́гма (давньоірл. Ógma) — персонаж ірландської та шотландської міфології. Один з Туата Де Дананн, його нерідко зараховують до лику богів і в дечому його можна співвіднести з богом галлів Оґміосом — Ogmios.
Він б'ється в першій битві Маг Туїред, під Фір Болгом. За царювання Бреса, коли туати втратили свій колишній вплив, Огма доводить свою фізичну і військову доблесть в змаганнях перед королем. Його єдиним гідним суперником на змаганні міг бути тільки Луг, тому Огма кидає йому виклик, бо знає, що він в змозі кидати великий камінь в Тарі, який можуть зрушити з місця тільки 80 волів, але Луг, як виявилось зміг не тільки кинути той камінь, але й притягнути його назад. Він часто виступає в образі тріумвірату з Лугом і Дагдою (Дагда його брат, а Луг його зведений брат), іноді їх називають «dána dée trí» або «три боги мистецтва». Його батька звали Елата, а його мати зазвичай називають Егліу, ще вона відома, як Етайн. Його сини Делбаг і Туйрен.
Огмі приписують створення язичеського письма, що виникло в IV віці н. е. і яке зветься огам. Його характеризують, я бога-зв'язувача знаходить підтверджєення в сюжеті «Викрадення бика з Куальнге», коли Кухулін (головний ірландський герой), бажаючи стримати ворожу армію, скрутив вузлом дерево і накреслив на ньому огамічні символи. Зрештою, з «Другої битви при Маг Туїред» відомо про загибель Огми від рук демонів-фоморів.